# پونس اینلت (فلوریدا)
پونس اینلت (به انگلیسی: Ponce Inlet) شهرکی در شهرستان ولوسیا ایالت فلوریدا است که در سال ۱۹۶۳ بنیان‌گذاری شده‌است. این شهرک طبق سرشماری سال ۲۰۱۰ میلادی، ۳٬۰۳۲ نفر جمعیت داشته و مساحت آن نیز ۳۸٫۰ کیلومتر مربع است.